# Физоды
Крато нашёл в клетках у бурых водорослей пузыревидные образования, названные им физоды. Физоды располагаются внутри плазмы и особенно легко бросаются в глаза, если сидят в тонких плазматических пластинках, так как выдаются на них в виде выпуклостей. От вакуолей физоды отличаются своим сильно преломляющим свет содержимым, а также самостоятельной подвижностью внутри плазмы. В состав физод входят фенолообразные вещества, причём флороглюцин присутствует постоянно. Относительно значения физод было высказано предположение, что они, вероятно, являются удобоподвижными вместилищами важных для растения строительных материалов. Физоды были находимы впоследствии и у высших растений.